# جبل شلمان
جبل شِلمان عبارة عن جبل بركاني خامد يقع غرب السعودية، ويقع تحديداً في حرة كشب الواقعة بين منطقتي المدينة المنورة ومكة المكرمة. يبلغ ارتفاع الجبل نحو 1388 م.